# Бахужимихиго, Кизито
Кизито Бахужимихиго (руанда Kizito Bahujimihigo, 5 декабря 1954 год, Руанда-Урунди) — католический прелат, епископ Рухенгери с 21 ноября 1997 года по 28 августа 2007 год, епископ Кибунго с 28 августа 2007 года по 29 января 2010 год.

## Биография
25 июля 1980 года Кизито Бахужимихиго был рукоположён в священника. C 1980 по 1983 год был ректором начальной семинарии в населённом пункте Заза. С 1983 по 1987 год обучался в Риме в Понтификальном институте Antonianum, после чего преподавал в семинариях в Рутонго и Кабгайи. С 1992 по 1994 год был ректором начальной семинарии в Зазе. С 1995 по 1996 год был ректором междуепархиальной семинарии в Кигали.
21 ноября 1997 года Римский папа Иоанн Павел II назначил Кизито Бахужимихиго епископом Рухенгери. 27 июля 1998 года состоялось рукоположение Кизито Бахужимихиго в епископа, которое совершил архиепископ Кигали Тадде Нтихиньюрва в сослужении с епископом Кибунго Фредериком Рубвежангой и епископом Бьюмбы Севельеном Нзакамвитой.
28 августа 2007 года Римский папа Бенедикт XVI назначил Кизито Бахужимихиго епископом Кибунго.
29 января 2010 года подал в отставку.